# Willemoesia
Willemoesia is een geslacht van kreeftachtigen uit de klasse van de Malacostraca (hogere kreeftachtigen).
De naam van het geslacht was oorspronkelijk Deidamia, en werd gepubliceerd in 1873 in een mededeling aan het tijdschrift Nature door Charles Wyville Thomson. Het was Rudolf von Willemoes-Suhm, de mariene zoöloog op de Challenger-expeditie, die de naam Deidamia leptodactyla had gegeven aan een blinde kreeftachtige die was ontdekt in de Atlantische Oceaan. Arthur Grote ontdekte dat Deidamia reeds in gebruik was voor een geslacht van pijlstaarten (Sphingidae) en stelde als nieuwe naam Willemoesia voor, als eerbetoon aan de Duitse zoöloog.

## Soorten
- Willemoesia forceps A. Milne-Edwards, 1880
- Willemoesia inornata Faxon, 1893
- Willemoesia leptodactyla (Thomson, 1873)
- Willemoesia pacifica Sund, 1920